# فرودگاه هلیکوپتر نارسارمی‌ییت
فرودگاه هلیکوپتر نارسارمی‌ییت (به انگلیسی: Narsarmijit Heliport) (به زبان بومی: Narsaq Kujalleq Heliport) یک فرودگاه همگانی است . این فرودگاه در کشور گرینلند قرار دارد .